# Lisa Azuelos
Pour les articles homonymes, voir Azuelos et Alessandrin.
Lisa Azuelos (également créditée Lisa Alessandrin ou Lisa Azuelos-Alessandrin depuis son mariage) est une réalisatrice et romancière française née le 6 novembre 1965 à Neuilly-sur-Seine.

## Biographie

### Famille et jeunesse
Lisa Azuelos est la fille de la chanteuse et actrice Marie Laforêt (1939-2019) et de Judas Azuelos, homme d'affaires marocain. Son père aurait été très proche de l'homme politique Ben Barka, et son frère cadet aurait été appelé Mehdi en son honneur.
Son prénom, Lisa, ayant été refusé par l'administration, ses parents déclarent celui d'Élise. Elle fait par la suite modifier son état-civil pour officialiser son prénom d'usage, Lisa.
Ses parents se séparent quand elle a deux ans, et elle reste avec sa mère, dont elle considère n'avoir jamais été proche. Elle est placée avec son frère dans une pension suisse, « Les Sept Nains », à propos de laquelle elle déclare que les enfants y étaient maltraités physiquement et moralement. Les enfants sont ensuite envoyés vivre chez une femme habitant un petit village de la Sarthe.
À l'âge de douze ans, elle commence à vivre avec son père, et découvre sa culture séfarade. Elle fait aussi connaissance de sa demi-sœur, Deborah.
Après son baccalauréat qu'elle obtient à seize ans, Élise Azuelos s'inscrit en sciences de la gestion à l'université Dauphine. Elle devient gestionnaire de portefeuille jusqu'au moment du krach d'octobre 1987 où, voyant la fragilité du monde des affaires, elle décide d'arrêter.

### Percée au cinéma (années 2000)
Elle entame ensuite une seconde carrière, entre dans le monde du cinéma et travaille sur des tournages où elle rencontre Luc Besson qui lui achète le scénario d'un film qui ne sera jamais tourné, et qui la conforte dans son choix professionnel. Il lui présente aussi son futur mari, le réalisateur Patrick Alessandrin. Ils ont trois enfants, Carmen, Illan et Thaïs. Ils divorcent néanmoins onze ans plus tard.
En 2006, Lisa Azuelos réalise Comme t'y es belle. Elle souhaite y rendre hommage à une communauté, celle des Juifs séfarades de Paris, qu'elle connaît bien par ses attaches familiales, ainsi qu'« aux femmes de cette communauté », notamment à sa grand-mère et à ses tantes paternelles pour qui elle avait beaucoup d'affection et dont elle estime qu'elles lui ont beaucoup apporté.
Elle a choisi le prénom de son arrière-grand-mère, Bethsabée, pour appeler sa société de production, Bethsabée Mucho. Le nom de la société fait également écho à un titre d'une chanson de Consuelo Velasquez Bésame mucho popularisée en France par la chanteuse Dalida.
En 2009, elle remporte un important succès commercial avec LOL, un film réalisé avec sa fille Carmen, sur les relations mère-fille interprété par Sophie Marceau et Christa Theret, qui attire plus de trois millions de spectateurs dans les salles françaises.

### Diversification (années 2010)
En 2012, Nadia Farès et Orlando lui proposent de réaliser le biopic prévu sur la vie de la chanteuse Dalida, mais elle y renonce à cause d'un désaccord avec Nadia Farès. Orlando rappelle finalement Azuelos deux ans plus tard pour reprendre le projet.
Elle déclare aimer les films de Maurice Pialat et Raymond Depardon et vouloir passer à un style différent après Une rencontre, sorti en 2014. Cette romance portée par Sophie Marceau et François Cluzet reçoit des critiques mitigées,.
En 2015 elle tourne le court-métrage Noctambule, dont le rôle principal est attribué à Jean-Baptiste Maunier. La même année, elle essuie un nouvel échec, critique et commercial, avec l'adaptation américaine de LOL. Demi Moore et Miley Cyrus tiennent les rôles principaux de ce LOL USA, mais le film ne parvient même pas à rembourser son budget. La réalisatrice accuse le studio Lionsgate de ne pas avoir assez promu le long-métrage, sorti le même jour que le blockbuster Avengers.
Elle annonce parallèlement la reprise du biopic de Dalida, avec la jeune mannequin italienne Sveva Alviti dans le rôle-titre. Dalida sort en 2016. En dépit de critiques mitigées, la prestation de son interprète principale est saluée par le public. La même année, Lisa Azuelos coréalise avec Thierry Teston le clip Immobile pour promouvoir le second album de la jeune chanteuse et actrice Louane.
Au cours de l'année 2018, Lisa Azuelos coproduit le premier film de sa fille Carmen, Interrail, et achève le tournage de Mon bébé, une comédie dramatique qui reprend, dix ans après LOL, le thème des relations mère-fille. En même temps que Sandrine Kiberlain, Lisa Azuelos y dirige sa fille Thaïs Alessandrin (qui figurait déjà au générique d'Une Rencontre) et offre son premier rôle à Victor Belmondo, le petit-fils de l'acteur Jean-Paul Belmondo. Le film reçoit lors de sa sortie l'année suivante des critiques positives. Sélectionné par le 22e festival de l'Alpe d'Huez, il vaut à sa réalisatrice le grand prix du festival et à son interprète principale, Sandrine Kiberlain, le prix d'interprétation féminine.
Parallèlement à ce sixième long métrage, Lisa Azuelos signe YoLove, un documentaire autour des relations filles/garçons en milieu scolaire, soulevant la question du harcèlement (sexuel et scolaire) dans le sillage de la vague MeToo. Le film connaît une sortie limitée mais fait l'objet de projections-débats dans des établissements scolaires en France à partir de janvier 2019.
Elle réalise le film I Love America qui sort début 2022 sur la plateforme Prime Video, collaborant à nouveau avec Sophie Marceau. Le film se centre sur des éléments personnels de sa vie puisqu'il retrace sa relation avec sa mère, la chanteuse Marie Laforêt, morte en 2019, avec qui elle a entretenu une relation difficile,.

### Prises de position
Lisa Azuelos se dit militante des droits des femmes. En 2014, elle dénonce le mariage forcé dans le court-métrage 14 millions de cris, porté notamment par Julie Gayet. En 2015, elle contribue au livre intitulé Ensemble contre la Gynophobie, édité par Éditions Stock, qui regroupe plusieurs témoignages de femmes violentées. Elle participe à la marche des femmes lors du Festival de Cannes de 2018. Le 6 mars 2018, elle fait partie du jury du concours d'éloquence #BalanceTonSpeech, organisé par Women Safe et Sciences Po Saint-Germain-en-Laye, en soutien aux femmes victimes de violences.

## Filmographie

### Réalisatrice

#### Longs métrages
- 1995 : Ainsi Soient-Elles (coréalisé avec Patrick Alessandrin, sous le nom de Lisa Alessandrin)
- 2006 : Comme t'y es belle !
- 2008 : LOL
- 2012 : LOL USA (LOL) (version américaine)
- 2014 : Une rencontre
- 2016 : Dalida
- 2019 : YoLove (documentaire)
- 2019 : Mon bébé
- 2022 : I Love America
- 2023 : La Chambre des merveilles[14]
- 2026 : LOL 2.0

#### Courts métrages
- 2002 : Ti Amo[15] (court-métrage)
- 2014 : 14 millions de cris
- 2015 : Noctambule pour Jean-Baptiste Maunier
- 2018 : Immobile (clip musical coréalisé avec Thierry Teston)

### Scénariste
- Classe mannequin, scénario de 2 épisodes de cette série télévisée : « Héritage amoureux » et « Le combat des ex »
- 1994 ou 1995 : Ainsi soient-elles (ou Femmes), scénario (sous le nom de Lisa Alessandrin)
- 1996 : La Femme rêvée (téléfilm), scénario (sous le nom de Lisa Alessandrin)
- 2001 : 15 août, scénario (sous le nom de Lisa Azuelos-Alessandrin)
- 2005 : Cavalcade, scénario
- 2006 : Comme t'y es belle ! scénario et réalisation (sous le nom de Lisa Alessandrin)
- 2008 : LOL, scénario et réalisation (sous le nom de Lisa Azuelos)
- 2009 : Victor, de Thomas Gilou
- 2012 : LOL USA (LOL), scénario et réalisation (sous le nom de Lisa Azuelos)
- 2014 : Une rencontre
- 2015 : Un moment d'égarement, avec Jean-François Richet
- 2022 : I Love America

### Actrice
- 2006 : Comme t’y es belle : la sœur de Paul
- 2008 : LOL : la psychanalyste
- 2014 : Une rencontre : Anne
- 2016 : Dalida : elle-même (caméo)

### Productrice
- 2010 : Tout ce qui brille, coproduction sous le nom de Lisa Azuelos
- 2013 : Max, coproduction avec Thierry Ardisson et Julien Madon
- 2014 : Une rencontre  de elle-même, coproduit avec Julien Madon
- 2014 : Free the Nipple
- 2015 : La Fille du patron
- 2016 : Dalida d'elle-même, coproduit avec Julien Madon et Jérome Seydoux
- 2018 : Interrail de Carmen Alessandrin

## Publications
- Lisa Azuelos, La guerre de toi n'aura pas lieu, Paris, éd. Intervista, 11 mai 2001, 255 p., 22 cm (ISBN 2-910753-12-3, BNF 38860172)Le titre de ce livre est la reprise de la phrase « La guerre de toi n'aura pas lieu », figurant dans le refrain de la chanson La Guerre de toi, écrite par Guy Carlier, composée et interprétée par Phil Barney dans son album Partager tout (1995), expression elle-même dérivée du titre de la pièce de Giraudoux La Guerre de Troie n'aura pas lieu.
- Lisa Azuelos, Manuel à l’usage des filles qui auraient dû dire non, Boulogne-Billancourt, éd. Pictorus, coll. « Réflexions », juin 2004, 169 p., 19 cm (ISBN 2-9518463-7-1, BNF 39210882)
- Lisa Azuelos, Le Bras blanc : roman, Paris, éd. J.-C. Lattès, 20 avril 2005, 157 p., 21 cm (ISBN 2-7096-2716-7, BNF 39966099)
- Lisa Azuelos, Éloge du silence pendant l'amour : roman, Paris, éd. Plon, 9 janvier 2008, 151 p., 20 cm (ISBN 978-2-259-20781-2 et 2-259-20781-2, BNF 4118972)
- Lisa Azuelos, Mon journal intime, Paris, éd. J.-C. Lattès, 18 février 2009, 141 p., 20 cm (ISBN 978-2-7096-3318-5, BNF 41428215)Le sous-titre « roman » ne figure pas dans la notice bibliographique de cette édition originale. Le texte est censé être celui du journal intime du personnage de Lola, cohéroïne du film LOL, coécrit et réalisé par Lisa Azuelos et sorti sur les écrans deux semaines avant la publication du livre.
  - Lisa Azuelos, Mon journal intime : roman, Paris, Librairie générale française, coll. « Le Livre de poche » (no 31489), 2 septembre 2009, 158 p., 18 cm (ISBN 978-2-253-12965-3, BNF 42058328)
- Lisa Azuelos, Laissez-moi danser : roman, Paris, Stock, 3 mars 2017, 200 p., 22 cm (ISBN 978-2-234-08252-6)

## Distinctions
2019 : Grand Prix au 22e Festival de l’Alpe d’Huez pour Mon bébé